# Kelly Sheehan
Kelly Sheehan (* 26. Juli 1983), bekannt unter ihrem Künstlernamen Madame Buttons, ist eine US-amerikanische Songschreiberin und Toningenieurin aus Los Angeles.

## Werdegang
Zu Sheehans Arbeiten zählen Songs für Kylie Minogue, Beyoncé, DJ Khaled, Mary J. Blige und weitere Größen im US-amerikanischen Musikgeschäft. Sie arbeitete mit Justin Bieber, Mariah Carey, Chris Brown, Tyrese, T.I., The Game, Akon, Ne-Yo, Charlie Wilson, Toni Braxton, Avant, Keri Hilson. Im Jahr 2011 begann sie unter Dr. Luke’s Prescription Songs und Sony/ATV und für BMI als Songschreiberin zu arbeiten. Sie wird von Roc Nation gemanagt.

## Diskografie

### Als Toningenieurin
- Mariah Carey – Touch My Body
- Nelly – La
- Girlicious – Like Me
- Electrik Red – How To Be A Lady: Volume 1
- Ciara – Fantasy Ride
- Snoop Dogg – Malice N Wonderland
- Ciara – Ride[4]

### Als Songschreiberin
- Nicki Minaj – Young Forever
- Jason Derulo – Pick Up The Pieces
- DJ Khaled – It Ain’t Over Til It’s Over (feat. Mary J. Blige, Fabulous & Jadakiss)
- DJ Khaled – Sleep When I’m Gone (feat. Cee-Lo, The Game & Busta Rhymes)
- DJ Khaled – My Life (feat. Akon & B.o.B)
- Kylie Minogue – Into The Blue
- Karmin – Crash Your Party
- Rita Ora – How We Do (Party)
- Beyoncé – Grown Woman